# Rifugio Arp
Il rifugio Arp (in francese refuge Arp) è situato nell'alta val d'Ayas nel vallone di Palasinaz.

## Accessi
Il rifugio è raggiungibile in circa due ore di cammino partendo da Estoul, frazione di Brusson.

## Escursioni
Dal rifugio è possibile compiere diverse escursioni:
- ai laghi di Palasinaz
- ai laghi di Valfredda

## Ascensioni
Il rifugio è punto di partenza per le vette della zona:
- Corno Vitello (3.056 m)
- Corno Bussola (fr. Mont de Boussolaz) (3.022 m)
- Punta del Lago (fr. Pointe du lac) (2.816 m)
- Punta Valfredda (Freidòhòre in lingua walser) (2.944 m)
- Punta Palasina (fr. Pointe de Palasinaz) (2.783 m)
- Punta Valnera (2.754 m)